# Електрическа дъга
Eлектрическата дъга (също волтова дъга или дъгов разряд) е физическо явление, един от видовете електрически разряд в газове. Наблюдава се при прекъсване на електрически вериги, когато стойността на тока и напрежението надхвърлят определени стойности в зависимост от работната среда. Дъгата е продължителен разряд, докато електрическата искра е моментен разряд. Протичащият ток през непроводима среда (напр. въздух) създава плазма, която може да породи светлина.

## История
Смята се, че феноменът за пръв път е описан от сър Хъмфри Дейви в документ от 1801 г., публикуван във „Вестник за естествена философия, химия и изкуства“. Все пак описанието на Дейви не е точно електрическа дъга според съвременната наука, ами искра, тъй като електрическата дъга трябва да е продължителна и електродите да не се допират, след като започне веднъж. Искрата, предизвикана от Хъмфри Дейви, не е продължителна, и въпреки че въглеродните пръчки остават горещи до червено след контакта, възможно е да не е имало електрическа дъга, която да ги свързва. Същата година Дейви демонстрира публично ефекта пред Кралското дружество, като пуска ток през две докоснати въглеродни пръчки и след това ги отдалечава на малко разстояние. Демонстрацията произвежда слаба дъга, все още неразличима от продължителна искра между въглени. Кралското дружество предоставят по-мощна батерия с 1000 плочи и през 1808 г. Дейви демонстрира електрическа дъга в голям мащаб. Той също дава името „дъга“ на феномена. Нарича го така, защото приема формата на дъга, когато разстоянието между електродите е по-голямо. Това се дължи на плаващата сила върху горещия газ.
Първата продължителна дъга е открита независимо през 1802 г. и описана през 1803 г. като „специален флуид с електрически свойства“ от Василий Петров, руски учен, който експериментирал с медно-цинкова батерия от 4200 плочи.
Към края на XIX век осветлението чрез електрическа дъга намира широко приложение като градско осветление. Склонността на електрическите дъги към премигване и свистене било голям проблем. През 1895 г. Хърта Еъртън написва ред статии, обясняващи феномена като резултат от взаимодействието на кислорода с въглеродните пръчки. През 1899 г. тя става първата жена, която прочита свой труд пред IEEE (Institute of Electrical and Electronics Engineers). Трудът ѝ се нарича „Свистенето на електрическата дъга“. Малко след това Еъртън е избрана за първата жена член на IEEE. Пуска петиция, за да представи труда си пред Кралското дружество, но не ѝ е позволено заради пола.

## Общ преглед
Електрическата дъга е вид електрически разряд с изключително висока плътност на тока. Максималният ток на дъгата е ограничен единствено от външната верига, а не от самата дъга.
Дъга между два електрода в газова среда може да бъде предизвикана чрез йонизация и тлеещ разряд, докато токът през електродите е увеличаван. Пробивното напрежение на празнината между електродите е функция на налягането, разстоянието между електродите и вида газ около електродите. При започването на дъгата междуелектродното напрежение е много по-малко от тлеещия разряд, но токът е по-голям. Дъгата в газове под налягане, което е близко до атмосферното, се характеризира с излъчване на светлина, висока плътност на тока и много висока температура (до 20 000 K). Във вакуум също може да възникне електрическа дъга, в случай че противното напрежение бъде превишено многократно.
При тлеещия разряд йоните имат много по-малка топлинна енергия от електроните. Дъга може да бъде започната и от два електрода, които първоначално се допират, а след това се раздалечават – това дава началото на дъга без високоволтов тлеещ разряд. По този начин заварчиците започват заваряващите работи. Друг пример е разединяването на електрическия контакт при ключове, релета и прекъсвачи. При високоенергийни вериги може да се наложи дъгогасене, за да се предотвратят повреди на контактите.
Електрическото съпротивление в продължителната електрическа дъга създава топлина, която йонизира още газови молекули. Газът постепенно се превръща в топлинна плазма. Топлинната плазма се намира в топлинно равновесие, а температурата е относително хомогенна. Енергията, предадена на електрони, се разсейва бързо към тежките частици чрез еластични удари, поради голямата им подвижност и голям брой.
Токът в дъгата се поддържа от термоелектронна и автоелектронна емисия на електрони от катода. Токът може да е концентриран в много малка и гореща точка на катода. Срещат се плътности на тока от порядъка на милион ампера на квадратен сантиметър. За разлика от тлеещия разряд, дъгата има слабо видима структура, тъй като положителната колона е изключително ярка и се простира от единия електрод до другия. Падът на напрежението от няколко волта при катода и анода се случва по повърхността на всеки електрод. Положителната колона има по-нисък градиент на напрежението и може да отсъства при много къси дъги. Електрическата дъга се различава от тлеещия разряд в това, че плътността на тока е много висока, а падът на напрежението в дъгата е нисък – при катода плътността на тока може да достигне 1 MA/cm².
Променливотокова дъга с ниска честота (по-малка от 100 Hz) наподобява постояннотокова дъга. При всеки период дъгата се възпроизвежда, а електродите си сменят ролите на анод и катод, като токът променя посоката си. С нарастването на честотата на тока намалява времето за разпръсване на йонизацията на всеки полупериод.
Различните форми на електрически дъги са свойства на нелинейни модели на тока и електрическото поле. Дъга може да се получи в постояннотокови или променливотокови вериги. В последния случай дъгата може да се появява постоянно на всеки полупериод на тока.
Електрическата дъга се характеризира с нелинейна зависимост между тока и напрежението. След като се получи дъга, повишеният ток води до ниско напрежение между терминалите на дъгата. Този ефект на отрицателно съпротивление изисква някаква форма положителен импеданс да бъде включен във веригата, за да се поддържа стабилна дъгата. Това свойство е причината неконтролираните електрически дъги в апаратите да бъдат толкова унищожителни, тъй като веднъж започнала, дъгата ще черпи все повече и повече ток от захранване с фиксирано напрежение, докато апаратът не се унищожи.

## Приложение
В промишлеността електрическите дъги се използва за заваряване, плазмено рязане и др., като дъгова лампа във филмовите прожектори и за театрално осветление. Електросъпротивителните пещи се използват при производството на стомана и други вещества. Калциевият карбид се получава по този начин, тъй като изисква голямо количество енергия, за да се предизвика ендотермична реакция (при температури от 2500 °C).
Запалителни свещи, които се използват при двигателите с вътрешно горене на превозните средства, за да се започне възпламеняване на горивото достатъчно бързо.
Искрови терминали се използват при електрическите запалки за печки (вътрешни и външни).
Въглеродните дъгови лампи са първите електрически лампи. Използват се за улично осветление през XIX век и в специални случаи, например въздушните прожектори до Втората световна война. В днешно време електрическите дъги под ниско налягане се използват на много места. Луминесцентни, живачни, натриеви и метало-халогенни лампи се използват за осветление. Ксенонови дъгови лампи се използват за филмови прожектори.
Образуването на интензивна електрическа дъга стои в основата на някои взривни детонатори.
Дъги възникват в силовите прекъсвачи за високоволтови електропреносни мрежи. Съвременните уреди използват серен хексафлуорид (SF6) под високо налягане в дюзи, разположени между електродите в съд по налягане. Аварийният променлив ток бива спиран от високата електронегативност на йоните SF6, които абсорбират свободните електрони от разпадащата се плазма.
Електрическите дъги са били обект на изследване за електрическа йонна тяга при космическите кораби.

## Нежелани дъги
Нежеланите или непредвидените електрически дъги могат да имат пагубен ефект върху преноса на електроенергия, електроразпределението и електронното оборудване. Апаратите, които могат да предизвикат дъга, включват прекъсвачи, ключове, релета, предпазители и лошо свързани проводници. Когато индуктивна верига се изключи, токът не може моментално да падне до нула – временна дъга се образува между отделените контакти. Превключващите устройства, податливи на електрически дъги, обикновено се проектират така, че да издържат и гасят дъгите. Ако във веригата има достатъчно ток и напрежение, за да се поддържа електрическа дъга, образувана извън превключващо устройство, тя може да повреди оборудването, като разтопи проводниците, разруши изолацията и причини пожар. Дъгата е електрическо явление, което застрашава както апаратурата, така и хората.
Дъга може да се появи и тогава, когато път с ниско съпротивление (чужд обект, проводим прах, влага и др.) се образува между точки с голяма разлика в напреженията. Проводимият канал може да улесни формирането на електрическа дъга. Йонизираният въздух има висока електрическа проводимост, доближаваща се до тази на металите, и може да провежда много високи токове, причинявайки късо съединение и да задейства защитни устройства (предпазители и прекъсвачи). Подобна ситуация може да възникне, когато електрическа крушка изгори и парченца от жичката породят дъга между жилата в крушката, което води до нарастване на тока и задействане на предпазителя.
Дъгата може да разгражда пластмасови повърхности. В дъгата се образува проводим път, богат на въглерод, който въздейства негативно на изолационните им свойства. Податливостта на материалите към образуване на дъга се измерва в секунди, които са нужни, за да се образува високоволтова дъга. Някои материали са по-малко податливи към образуване на дъга от други. Например тефлонът има устойчивост към електрическа дъга от около 200 секунди. От дуропластите, алкидите и меламиновите смоли са по-устойчиви, отколкото фенолните смоли. Полиетиленът има устойчивост към дъги от около 150 секунди. Полистиренът и поливинилхлоридът имат ниска устойчивост от около 70 секунди. Пластмасите могат да се изработват така, че да излъчват газове с дъгогасителни свойства (дъгогасителни пластмаси).
Появяването на дъга в някои печатни платки (поради наличие на пукнатини или остатъци от запояване) превръща засегнатия изолиращ слой в проводим такъв, тъй като диелектрикът се възпламенява поради високата температура. Такава проводимост удължава времетраенето на дъгата.

## Дъгогасене
Дъгогасенето цели намаляване на влиянието от електрическа дъга или пълното ѝ отстраняване. Дъгата се изгася частично от приблизително равните ефективни температури на електроните и положителните йони.
Част от енергията на дъгата образува нови химични съединения във въздуха около дъгата, в т.ч. оксиди на азота и озон. Тези химични съединения могат да бъдат произведени от контакти с висока мощност в релета и контактори на двигатели и са корозивни за металните повърхности. Самата дъга също окислява повърхността на контактите, износвайки ги и създавайки голямо преходно съпротивление. Повишеното преходно съпротивление влошава работните характеристики.

### Насочване на дъгата
В електрическите апарати това става чрез топлината на дъгата, насочване с магнитни полета и движение на газове.
Учените са открили и начин за контролиране на пътя на дъгата между два електрода чрез обстрелване на газа между електродите с лазерни лъчи. Газът, облъчен от лазера, се превръща в плазма и насочва дъгата. Построявайки път на плазмата между електродите с различни лазерни лъчи, дъгата може да бъде оформяна по различни начини. Дъгат, също така може да се удари в препятствие и да се образува отново от другата страна на препятствието. Технологията на лазерното насочване може да е полезна в приложения за доставяне на електрическа искра в точно определена точка.
Нежеланите дъги в електрическите контакти, релета и ключове могат да бъдат намалени чрез специални устройства, пригодени за целта. Някои техники за дъгогасене са:
- потопяване в трансформаторно масло, диелектрически газ или вакуум
- магнитно обдухване
- обдухване с компресиран въздух
- дъгоустойчиви контакти
- материали, абсорбиращи енергията топлинно или химически